# Virgin Australia Regional Airlines
Ne doit pas être confondu avec la compagnie aérienne américaine SkyWest Airlines
 (octobre 2020).
Virgin Australia Regional Airlines est une compagnie aérienne régionale basée à Perth en Australie. Elle dessert les villes clés d'Australie-Occidentale. L'entreprise a été appelé Skywest avant son acquisition par Virgin Australia en 2013.

## Histoire
Skywest en née en 1963 sous le nom de Carnarvon Air Taxis, où elle exploitait des appareils d'aviation générale. En 1979, la compagnie change de nom pour devenir "Perth's Jandakot Airport". En 1980 est créé "Skywest Airlines" (code ICAO : OZW), basé à l'aéroport de Perth et a racheté Stillwell Airlines. Après cela, la flotte de la compagnie était de 39 avions, ce qui fit de cette compagnie la deuxième plus grande compagnie australienne. La flotte contenait des petits avions comme des GAF N-24 Nomads, Embraer EMB 110 Bandeirantes, Beechcraft King Air 200s, et des Fairchild SA-227 Metro IIIs mais aussi des plus petits comme des Cessna 182 Skylanes et des Piper Aztecs. En 1982, Skywest fusionne avec Transwest Airlines.
Elle appartenait à la compagnie Ansett Australia jusqu'à la faillite de cette dernière en 2001, après quoi elle fut reprise par des investisseurs privés. En 2004 elle fit l'objet d'une offre hostile de rachat de la part d'une compagnie d'investissement Singapourienne (CapitveVision Capital Ltd) qui réussit à prendre une part majoritaire.

## Flotte

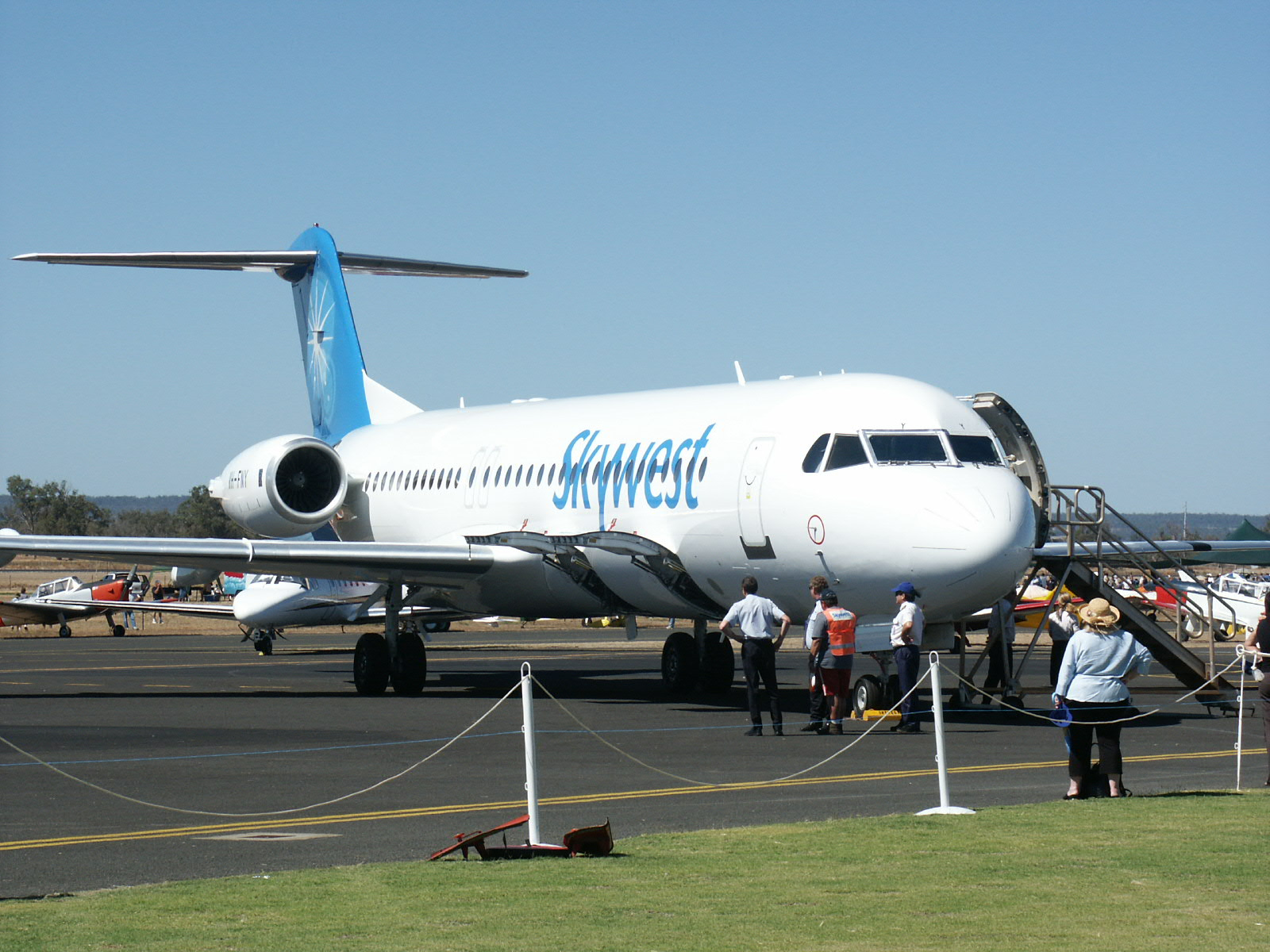
Un Fokker F100 de la compagnie sur l'aéroport de Busselton

| Avion           | En service | En commande | Passagers | Notes |
| --------------- | ---------- | ----------- | --------- | ----- |
| Airbus A320-300 | 6          | —           | 168       | —     |
| Fokker 100      | 14         | —           | 100       | —     |
| Total           | 20         | —           |           |       |

## Destinations

### Destinations en Juillet 2018
- Australie du sud
  - Adelaide – Aéroport International d'Adélaïde
- Territoire du Nord
  - Darwin – Aéroport International de Darwin
  - Alice Springs – Aéroport d'Alice Springs
- Victoria
  - Melbourne – Aéroport de Melbourne
- Australie de l'Ouest
  - Broome – Aéroport International de Broome
  - Kalgoorlie – Aéroport de Kalgoorlie (en)
  - Karratha – Aéroport de Karratha (en)
  - Kununurra – Aéroport de Kununurra
  - Newman – Aéroport de Newman
  - Onslow – Aéroport d'Onslow (en)
  - Perth – Aéroport de Perth / HUB principal - Terminaux 1&2
  - Port Hedland – Aéroport de Port Hedland
- Territoires australiens de l'océan Indien
  - Île Christmas – Aéroport de l'île Christmas
  - Îles Cocos – Aéroport des îles Cocos